# Jean-François Garnier
Pour les articles homonymes, voir Garnier.
Jean-François Garnier, ancien travailleur social et formateur de travailleurs sociaux, est Docteur en sociologie et chercheur au Laboratoire d'anthropologie et de sociologie (LAS) de l'université de Rennes 2.
Il a publié en collaboration avec Jean-Yves Dartiguenave plusieurs ouvrages sur le travail social.

## Ouvrages
- Dartiguenave Jean-Yves et Garnier Jean-François, Travail social. La reconquête d'un sens, Paris, L'Harmattan, 1998.
- Garnier Jean-François, Assistante sociale : pour la redéfinition d'un métier. Essai anthroposociologique sur le service social, Paris, L'Harmattan, 1999.
- Dartiguenave Jean-Yves et Garnier Jean-François, L'homme oublié du travail social, Érès, 2003.
- Dartiguenave Jean-Yves et Garnier Jean-François, Un savoir de référence pour le travail social, Toulouse, Érès, 2008.
- Dartiguenave  Jean-Yves et Garnier Jean-François, La fin d'un monde, essai sur la déraison naturaliste, PUR, 2014.
- Garnier Jean-François, Quand la neige recouvrera mes pas, mémoires, 2024.